# Brian Urlacher
Brian Keith Urlacher (født 25. maj 1978 i Pasco, Washington, USA) er en tidligere amerikansk footballspiller, der spillede i NFL som linebacker for Chicago Bears. Han spillede for klubben i hele hans 13-årige karriere indtil d. 22.Maj 2013, hvor han stoppede.
Urlacher var i mange år den helt afgørende brik i Chicago Bears' forsvar, og var blandt andet i 2007 med til at føre holdet frem til Super Bowl XLI. Kampen blev dog tabt til Indianapolis Colts. Hele syv gange blev Urlacher valgt til Pro Bowl, NFL's All Star-kamp. I 2005 blev han desuden valgt til den bedste forsvarsspiller i hele ligaen.

## Tidligere liv
Brian blev født i Pasco, forældrene hed Bradley og Lavoyda Urlacher. Forældrene blev dog skilt forholdsvis tidligt i Brians liv. Lavoyda tog sig af Urlacher og hans søskende i byen Lovington. Det meste af Urlachers ungdom gik med diverse former for sport. Specielt nærede den unge Urlacher en interesse for amerikansk fodbold, basketball og bordtennis. Brians mor arbejdede på flere forskellige jobs, så hun kunne holde familien kørende. Urlacher gik hans gange på Lovington High School, hvor han dyrkede flere forskellige sportsgrene. Han brugte dog også en masse tid på styrketræning.
Igennem High School tiden fik Urlacher masse af erfaringer med de 3 forskellige dele i amerikansk fodbold. Han fik spilletid som running back, wide receiver, return specialist og defensive back. Urlacher hjalp Lovington High Wildcats til en ubesejret 14-0 sæson. Urlacher sluttede således sæsonen af med en meget fin offensiv statistik, der bød på tolv grebende touchdown, seks "return tochdown" (Når man fx returnerer et punt, Kick-off osv) og to løbende touchdown. Urlachers gamle High School har senere opkaldt en feriedag efter ham.

## Klubber
- 2000-2013: Chicago Bears